# Henry H. Fowler

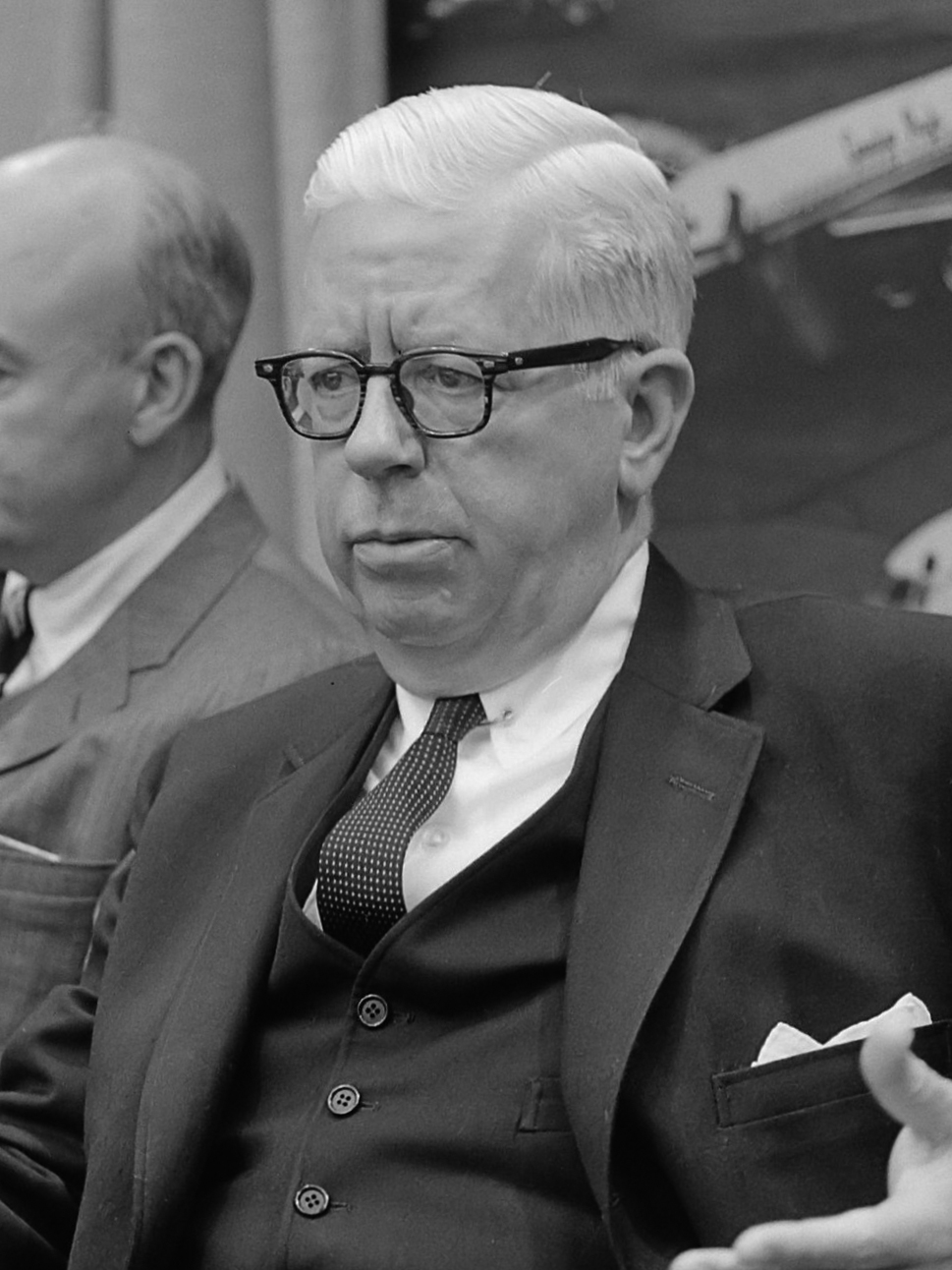
Henry Hammill Fowler

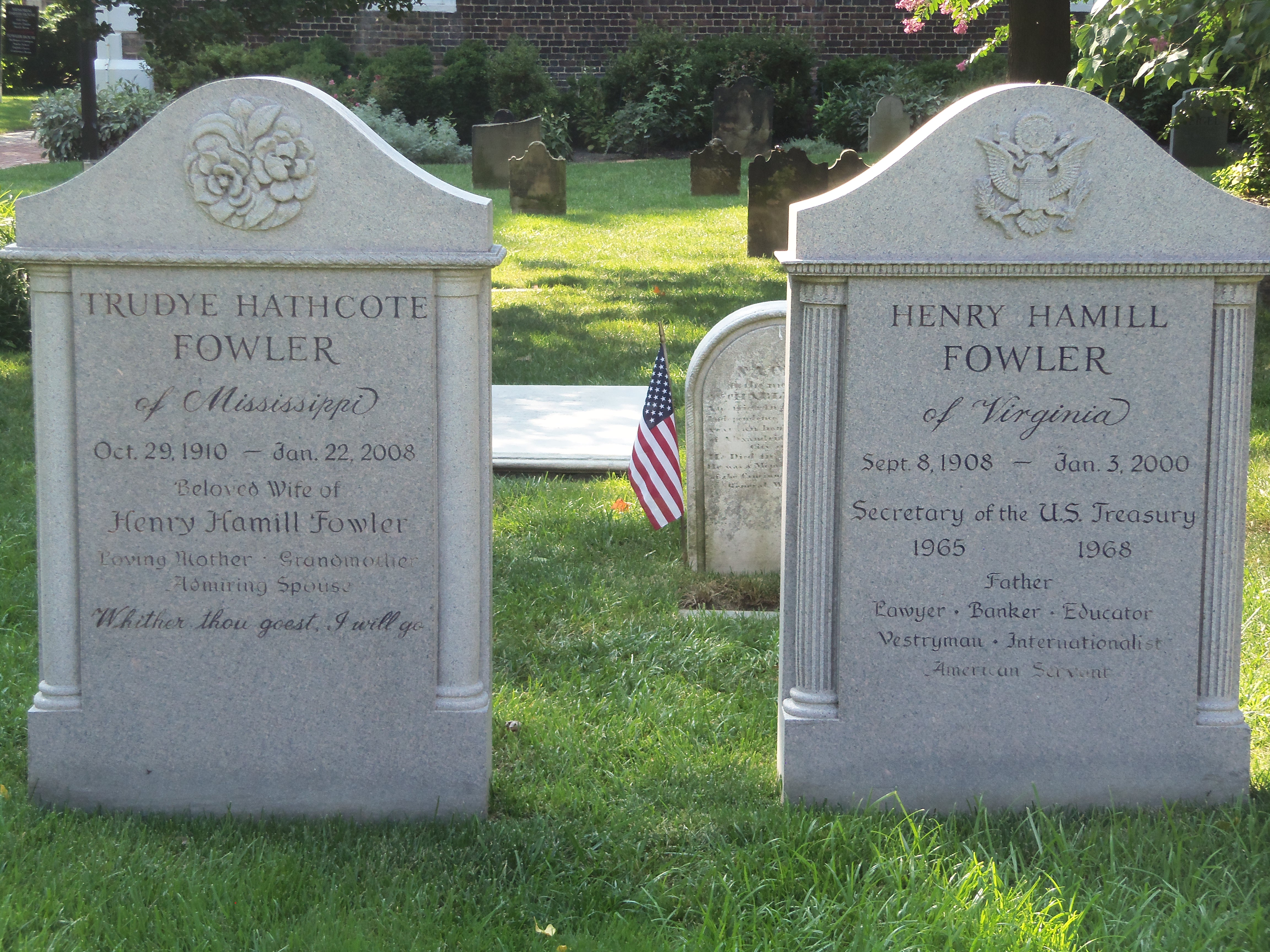
Fowlers Grab in Alexandria, Virginia

Henry Hammill Fowler (* 5. September 1908 in Roanoke, Virginia; † 3. Januar 2000 in Alexandria, Virginia) war ein US-amerikanischer demokratischer Politiker und Finanzminister der Vereinigten Staaten unter Präsident Lyndon B. Johnson.

## Studium und berufliche Laufbahn

### Yale University und Zeit des New Deal
Nach dem Besuch des Roanoke College in Salem absolvierte der Sohn eines Lokomotivführers von 1929 bis 1932 ein Studium der Rechtswissenschaften an der Law School der Yale University, das er 1932 mit einem Bachelor of Laws (LL.B.) abschloss. 1933 erwarb er zudem in Yale einen Doktor der Rechtswissenschaften (J.S.D.). Anschließend war er zunächst als Rechtsanwalt tätig, ehe er 1934 Rechtsberater der Tennessee Valley Authority (TVA) wurde. Als solcher war er maßgeblich an der Beendigung eines vierjährigen Rechtsstreits über die Gründung dieses Großprojekts während des New Deal unter Präsident Franklin D. Roosevelt beteiligt. Im Laufe seiner Tätigkeit stieg er 1939 zum stellvertretenden Justiziar der TVA auf und war zugleich Chefberater eines Unterausschusses des Senatsausschusses für Erziehung und Arbeit.

### Zweiter Weltkrieg und Koreakrieg
Zwischen 1941 und 1944 war er stellvertretender Justiziar des Amtes für Produktionsmanagement sowie zuletzt der Behörde für Kriegsproduktion (War Production Board). In dieser Funktion war er 1944 und 1945 auch im Vereinigten Königreich und in Deutschland tätig.
Während des Koreakrieges kehrte Fowler 1951 nach einer Tätigkeit als Rechtsanwalt in den Staatsdienst zurück und war in der Regierung von Harry S. Truman als Leiter der Nationalen Produktionsverwaltung (1951 bis 1952) für die Mobilisierung der Truppen zuständig. In den folgenden zwei Kriegsjahren war er zudem Leiter der Verwaltung für Verteidigungsproduktion, Direktor des Amtes für Verteidigungsmobilisierung (1952 bis 1953) sowie Mitglied des Nationalen Sicherheitsrates.
Nach dem Amtsantritt des republikanischen Präsidenten Dwight D. Eisenhower arbeitete er wieder als Rechtsanwalt.

## Aufstieg zum Finanzminister

### Unterstaatssekretär
Zwischen 1958 und 1961 war er Mitglied der Geld- und Kreditkommission der US-Regierung sowie zusätzlich von 1960 bis 1961 Mitglied des Nationalen Komitees für Regierungsfinanzen der privaten Brookings Institution. Gleichzeitig war er Mitglied des Beratungsstabes der Demokratischen Partei.
Nach der Wahl von John F. Kennedy zum Präsidenten der Vereinigten Staaten wurde Fowler am 3. Februar 1961 zum Unterstaatssekretär (Under Secretary) im Finanzministerium ernannt. Als solcher war er insbesondere zuständig für die Beziehungen zum Kongress. Dieses Amt übte er auch nach der Ermordung Kennedys unter dessen Nachfolger Lyndon B. Johnson bis zum 10. April 1964 aus. Während seiner Amtszeit erarbeitete er insbesondere ein Steuersenkungsprogramm in Höhe von 11,5 Milliarden Dollar. Nach seinem Rücktritt war er als Seniorpartner einer Rechtsanwaltskanzlei in Washington, D.C. tätig.

### Finanzminister unter Präsident Johnson

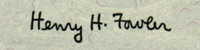
Unterschrift von Fowler auf US-$-Banknoten

Am 1. April 1965 wurde er von Präsident Johnson als Nachfolger von C. Douglas Dillon zum Finanzminister (Secretary of the Treasury) ernannt. Im Kabinett war er ein loyaler Mitarbeiter des Präsidenten während der durch den begonnenen Vietnamkrieg aufkommenden Krisenzeiten. Dadurch bedingt kam es zunehmend zu Inflation und Problemen beim Haushaltssaldo. Im August 1967 begann er mit seinen Bemühungen für eine Steuererhöhung von 10 Prozent. Im Juni 1968 gab eine Konferenz des Senats seine Zustimmung für diese Pläne. Zwischen 1967 und 1968 nahm er auch an den internationalen Verhandlungen zur Einführung des Sonderziehungsrechts (Special Drawing Rights) teil. Diese künstliche Währungseinheit, die nicht auf den Devisenmärkten gehandelt wird, wurde schließlich 1969 vom Internationalen Währungsfonds (IWF) eingeführt. Letztlich organisierte er 1968 ein zweistufiges Goldsystem, indem er durch so genanntes Papiergold eine spezielle Währungsreserve schuf um den abnehmenden Wechselkurs des US-Dollar zu stützen. Am 20. Dezember 1968 trat er einen Monat vor dem Ende der Amtszeit von Präsident Johnson zurück und wurde durch den bisherigen Unterstaatssekretär Joseph W. Barr abgelöst. Der Regierungshaushalt unter Fowler war der letzte ausgeglichene Haushalt für die folgenden 30 Jahre.
Nach seinem Rücktritt wechselte er am 2. Januar 1969 als Hauptpartner in die Investmentbank Goldman Sachs.